# كونراد وولفرام
كونراد وولفرام (بالإنجليزية: Conrad Wolfram)‏ هو رياضياتي بريطاني، ولد في 10 يونيو 1970 في أكسفورد في المملكة المتحدة.